# Gletschermilch

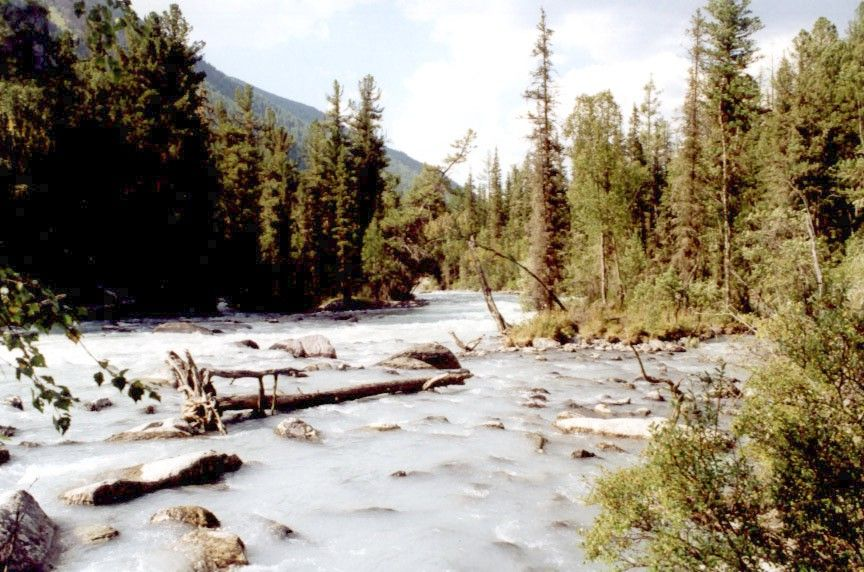
Gletschermilch – Fluss Kutscherla im Altai

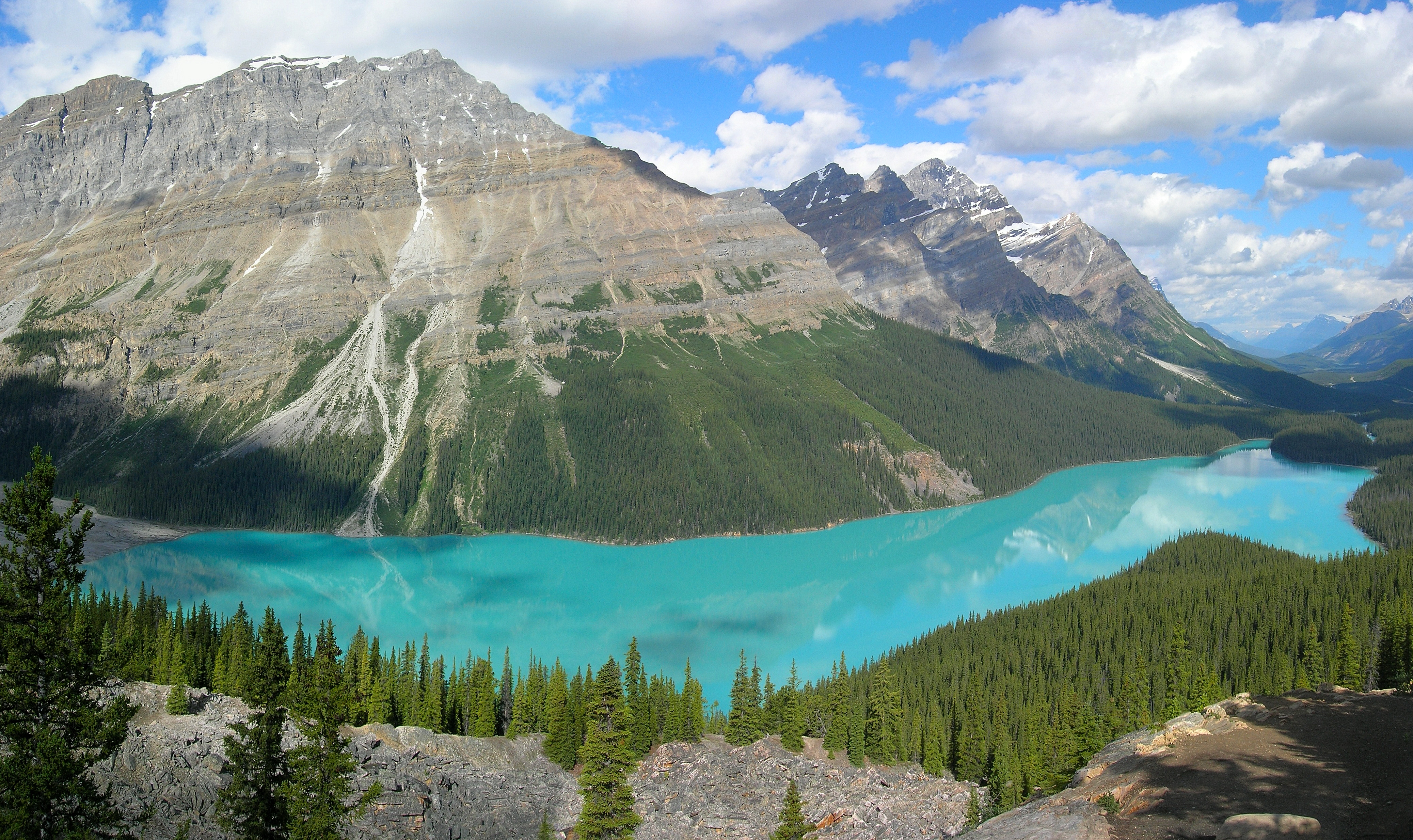
Peyto Lake

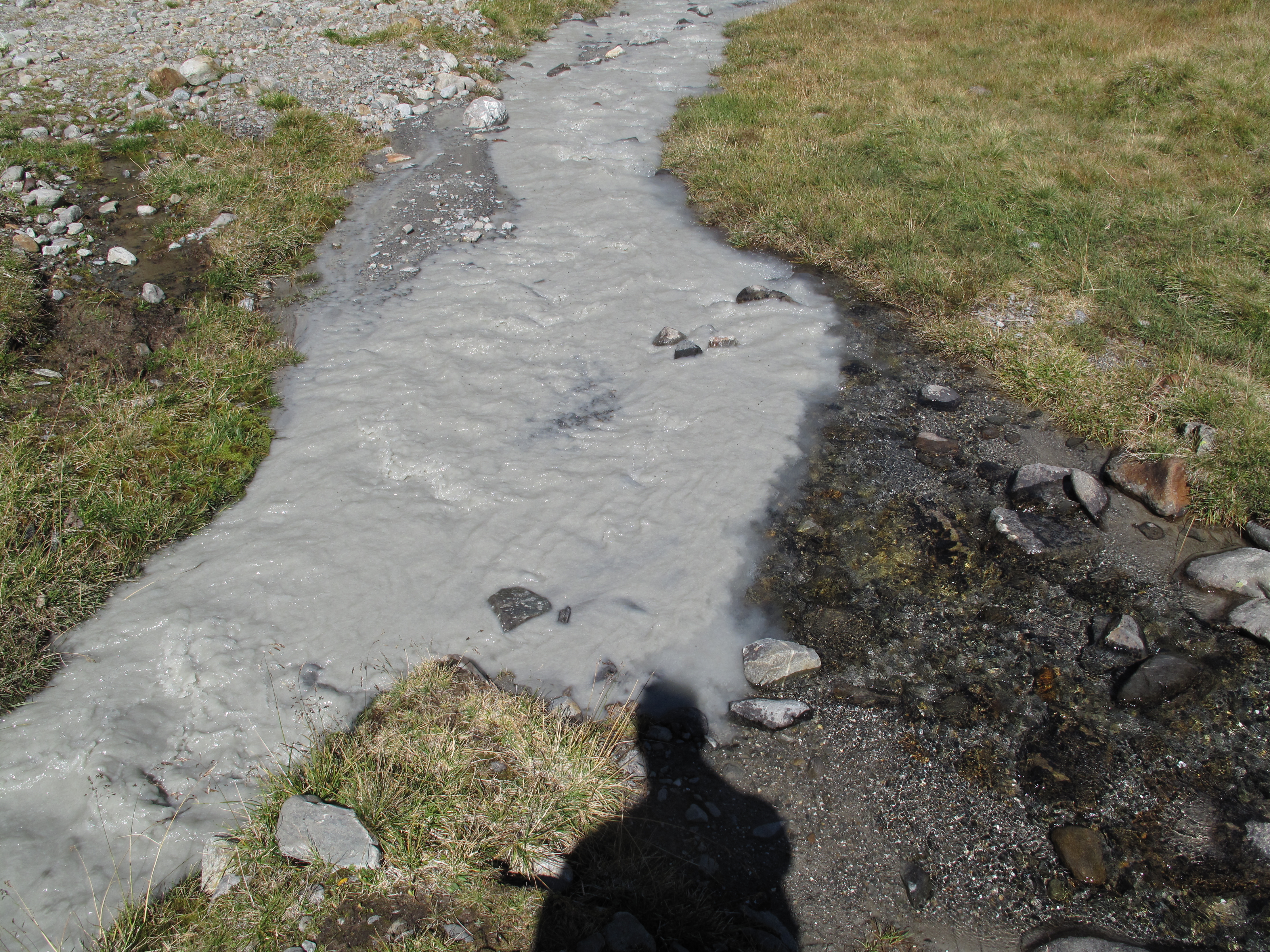
Gletschermilch mischt sich mit klarem Quellwasser (Stubaier Alpen)

Gletschermilch oder Gletschertrübe bezeichnet das grau oder weiß getrübte Abflusswasser eines Gletschers. Die Trübung entsteht durch den Transport fein zerriebener, pelitischer Gesteinsbestandteile als Schwebstofffracht im Wasser.
Gelangt dieses Gesteinsmehl, in diesem Zusammenhang auch Gletschermehl genannt, in ruhige, stehende Gewässer (Seen), setzt es sich in ihnen ab. Trifft Sonnenlicht auf diese Suspension, werden von dem Gesteinsmehl vor allem die blaugrünen Anteile des Lichts reflektiert, sodass derartige Seen (beispielsweise der Peyto Lake oder der Lake Louise) in einem satten Türkis leuchten.

## Entstehung
Gletschermehl wird durch die hohen Erosionskräfte an der Unterseite von Gletschern gebildet (Glazialerosion), die auf den Felsenuntergrund eine abtragende Wirkung durch schleifendes „Überfahren“ (Detersion) ausüben und im Zuge dessen ein feinkörniges Sediment erzeugen. Zusätzlich wirken die Wasserströme unter dem Gletscherkörper (subglazial) an den Abtragungsvorgängen mit. Das erzeugte Sediment unterschiedlicher Korngröße gelangt über das Schmelzwasser der Gletscher in Flüsse und andere Wasserkörper, wo die schwebende Feinstsuspension ihnen die charakteristische Farbe verleiht.

## Zusammensetzung
Entsprechend der Entstehung variiert die chemische bzw. mineralogische Zusammensetzung von Gletschermilch in Abhängigkeit davon, welche Ausgangsgesteine zu Gletschermehl heruntergebrochen wurden. So ist die Gletschermilch der Alpenregion häufig kalkhaltig, da sich das Gletschermehl zu großen Teilen aus Kalkstein und Dolomit zusammensetzt. In anderen Alpenregionen ist das Schwebstoffsubstrat von Silikatmineralen gekennzeichnet.